# Ossian (gruppo musicale scozzese)
Gli Ossian (da non confondere con un gruppo musicale ungherese di Heavy metal con lo stesso nome) sono un gruppo musicale di folk tradizionale scozzese.

## Storia del gruppo
La band fu fondata nel 1976, il primo nucleo del gruppo era formato dai fratelli Billy e George Jackson, dal violinista John Martin e dal cantante e chitarrista Billy Ross, tre su quattro componenti avevano già suonato assieme dai primi anni settanta, essendo stati i membri di una band chiamata Contraband, che si può considerare quasi l'antenata degli Ossian.
La formazione originale fu presente nei primi due album, in seguito Billy Ross lasciò il gruppo e fu sostituito da Tony Cuffe (canto e chitarre) proveniente da un altro gruppo folk di nome Alba, dall'album Dove Across the Water (1982) si aggiunse al gruppo un nuovo membro, Iain MacDonald, portando a cinque il numero dei componenti.
La loro popolarità nel frattempo si espanse oltre i confini britannici, infatti nel 1983 la band fece una lunga tournée negli Stati Uniti.
Il quintetto rimase unito fino al 1989, anno del primo scioglimento del gruppo.
Nel 1997 il gruppo fu riformato, la formazione contava due soli membri originali, Billy Jackson e Billy Ross, completata da un paio di nuovi musicisti, Iain MacInnes e Stuart Morrison, pubblicarono un nuovo album nello stesso anno (gli ex componenti George Jackson e Tony Cuffe morirono rispettivamente nel 1998 e nel 2001).

## Discografia

### Ossian
- 1977 - Ossian (Springthyme Records)
- 1978 - St. Kilda Wedding (Iona Records)
- 1981 - Seal Song (Iona Records)
- 1982 - Dove Across the Water (Iona Records)
- 1984 - Borders (Iona Records)
- 1986 - Light on a Distant Shore (Iona Records)
- 1997 - The Carrying Stream (Greentrax Records)

### Contraband
- 1974 - Contraband (Transatlantic Records)

### Alba
- 1975 - Alba (Rubber Records)

### Billy Jackson & Billy Ross
- 1984 - The Misty Mountain (Iona Records)

### William Jackson
- 1986 - The Wellpark Suite (Mill Records)

### Tony Cuffe
- 1988 - When First I Went to Caledonia (Iona Records)

### William Jackson
- 1993 - Celtic Tranquility (Iona Records)

### Smalltalk
- 1994 - Smalltalk (Greentrax Records)[1]